# Saint-Germain-du-Puy
Saint-Germain-du-Puy és un municipi francès, situat al departament de Cher i a la regió de Centre – Vall del Loira. L'any 2007 tenia 4.846 habitants.

## Demografia

### Població
El 2007 la població de fet de Saint-Germain-du-Puy era de 4.846 persones. Hi havia 2.048 famílies, de les quals 564 eren unipersonals (208 homes vivint sols i 356 dones vivint soles), 716 parelles sense fills, 572 parelles amb fills i 196 famílies monoparentals amb fills.
La població ha evolucionat segons el següent gràfic:
Habitants censats

### Habitatges
El 2007 hi havia 2.128 habitatges, 2.061 eren l'habitatge principal de la família, 9 eren segones residències i 58 estaven desocupats. 1.682 eren cases i 432 eren apartaments. Dels 2.061 habitatges principals, 1.391 estaven ocupats pels seus propietaris, 640 estaven llogats i ocupats pels llogaters i 30 estaven cedits a títol gratuït; 48 tenien una cambra, 109 en tenien dues, 290 en tenien tres, 765 en tenien quatre i 849 en tenien cinc o més. 1.688 habitatges disposaven pel capbaix d'una plaça de pàrquing. A 953 habitatges hi havia un automòbil i a 839 n'hi havia dos o més.

### Piràmide de població
La piràmide de població per edats i sexe el 2009 era:
| Homes | Edats   | Dones |
| ----- | ------- | ----- |
| 0     | 95 o +  | 0     |
| 4     | 90 a 94 | 8     |
| 8     | 85 a 89 | 24    |
| 16    | 80 a 84 | 24    |
| 52    | 75 a 79 | 68    |
| 72    | 70 a 74 | 88    |
| 120   | 65 a 69 | 144   |
| 212   | 60 a 64 | 156   |
| 148   | 55 a 59 | 188   |
| 208   | 50 a 54 | 212   |
| 120   | 45 a 49 | 196   |
| 220   | 40 a 44 | 184   |
| 184   | 35 a 39 | 192   |
| 196   | 30 a 34 | 172   |
| 144   | 25 a 29 | 188   |
| 104   | 20 a 24 | 108   |
| 172   | 15 a 19 | 168   |
| 216   | 10 a 14 | 188   |
| 140   | 5 a 9   | 180   |
| 140   | 0 a 4   | 96    |

## Economia
El 2007 la població en edat de treballar era de 3.045 persones, 2.098 eren actives i 947 eren inactives. De les 2.098 persones actives 1.848 estaven ocupades (940 homes i 908 dones) i 250 estaven aturades (95 homes i 155 dones). De les 947 persones inactives 417 estaven jubilades, 282 estaven estudiant i 248 estaven classificades com a «altres inactius».

### Ingressos
El 2009 a Saint-Germain-du-Puy hi havia 2.026 unitats fiscals que integraven 4.740,5 persones, la mediana anual d'ingressos fiscals per persona era de 17.738 €.

### Activitats econòmiques
Dels 292 establiments que hi havia el 2007, 3 eren d'empreses extractives, 1 d'una empresa alimentària, 1 d'una empresa de fabricació de material elèctric, 20 d'empreses de fabricació d'altres productes industrials, 36 d'empreses de construcció, 129 d'empreses de comerç i reparació d'automòbils, 10 d'empreses de transport, 10 d'empreses d'hostatgeria i restauració, 4 d'empreses d'informació i comunicació, 15 d'empreses financeres, 12 d'empreses immobiliàries, 20 d'empreses de serveis, 18 d'entitats de l'administració pública i 13 d'empreses classificades com a «altres activitats de serveis».
Dels 61 establiments de servei als particulars que hi havia el 2009, 1 era una oficina de correu, 2 oficines bancàries, 1 funerària, 14 tallers de reparació d'automòbils i de material agrícola, 1 taller d'inspecció tècnica de vehicles, 1 autoescola, 4 paletes, 4 guixaires pintors, 7 fusteries, 6 lampisteries, 4 electricistes, 2 empreses de construcció, 5 perruqueries, 5 restaurants, 3 agències immobiliàries i 1 saló de bellesa.
Dels 58 establiments comercials que hi havia el 2009, 3 eren supermercats, 3 grans superfícies de material de bricolatge, 1 una botiga de menys de 120 m², 2 carnisseries, 1 una carnisseria, 10 botigues de roba, 6 botigues d'equipament de la llar, 3 sabateries, 16 botigues de mobles, 4 botigues de material esportiu, 1 una botiga de material esportiu, 2 drogueries, 1 un drogueria, 1 una perfumeria i 4 floristeries.
L'any 2000 a Saint-Germain-du-Puy hi havia 11 explotacions agrícoles.

## Equipaments sanitaris i escolars
El 2009 hi havia 2 farmàcies i 2 ambulàncies.
El 2009 hi havia 2 escoles maternals i 1 escola elemental. Saint-Germain-du-Puy disposava d'un col·legi d'educació secundària amb 465 alumnes.

## Poblacions més properes
El següent diagrama mostra les poblacions més properes.